# Kopt nyelv
A kopt nyelv a koptok által a késő ókortól beszélt nyelv, az egyiptomi nyelv legkésőbbi fejlődési fázisa. A démotikus nyelvből alakult ki a 2–3. század között. Az afroázsiai nyelvcsaládba tartozik.
A koptot – pontosabban annak bohairi dialektusát – ma csak alkalmanként használják a kopt ortodox egyház szertartásain. Az elmúlt évtizedekben használatát egyházi körökben is visszaszorította az arab nyelvű liturgia.
A kopt ábécé a görög írásból és kisebb részben az egyiptomi démotikus írásból átvett betűket használja.
A kopt nyelv segítette a kutatókat abban is , hogy megfejtsék az ókori egyiptomiak nyelvét és írását. A hieroglifák megfejtése előtt az egyiptomi nyelv egyetlen ismert változata volt.
Alaktana nagyrészt szintetikus, kisebb részben izoláló. Alapszórendje alany-állítmány-többi mondatrész (SVO). Elöljárószavai vannak, a főneveket nem és szám szerint ragozza, az igéken jelöli az időt, az aspektust, a cselekvés típusát, a módját, és azt, hogy állító vagy tagadó-e. A szókincsben erős a görög hatás.

## Nyelvtörténeti helye
A kopt nyelv az egyiptomi nyelv utolsó állapotait foglalja magába, a korai, az óbirodalmi, a középbirodalmi, az újbirodalmi és a démotikus nyelv után. Az afroázsiai nyelvcsaládon belül az egyiptomi nyelv külön ágat képvisel.
Elődjét, a demotikus nyelvet a Kr. e. 7. századtól beszélték. A kopt nyelvre jellemző jellegzetességek elsőként a Kr. u. 100 körül keletkezett szövegekből mutathatók ki. Ezeket a görög ábécéből származtatott ábécével írták. A korszakban továbbra is a demotikus maradt az írásbeliség fő nyelve, emiatt kevés az ókopt szöveg. Ekkoriban a beszélt nyelv már eltávolodott a demotikustól. Csak a 4. századtól lett az írásbeliség fő nyelve a kopt, a kereszténység államvallássá való válásának idején.
Az arab hódítás után még évszázadokig Egyiptom nyelve maradt. Az elarabosodás a 10. században kezdődött, és a nyelv a 17. században halt ki. Felső-Egyiptomban néhány közösség még az újkorban is beszélte.
A kopt sosem volt államnyelv: Nagy Sándor hódítása után a görög, az arab hódítás után az arab töltötte be ezt a szerepet. Népi és egyházi nyelv volt. Kihalása után az egyházi használat őrizte meg egészen mostanáig, habár a kopt egyház kezd áttérni az arab nyelvre. Az utóbbi évtizedekben az arab anyanyelvű koptok identitásuk jegyének tekintik, ezért szert tesznek némi kopt nyelvismeretre. Továbbélése az újkor küszöbéig lehetővé tette a régebbi nyelvállapotok újrafelfedezését, mivel a szókincs és az alaktan is hasonlít.

## Nyelvjárásai és elterjedése
A kopt nyelv kezdetektől fogva nyelvjárásokra tagolódott, melyek közül többnek csak regionális szerepe volt. A legjelentősebbek a boharai és a szahidi voltak. A modern koptológiában elsőként a szahidit tanítják, mivel ennek az írásmódja a legszabályosabb, habár évszázadokig (700–1300) a boharai volt a klasszikus kopt nyelv.
| Név                    | Szokásos rövidítés | Eredeti területe                              |
| ---------------------- | ------------------ | --------------------------------------------- |
| Szaidi                 | S                  | Felső-Egyiptom                                |
| Bohairi                | B                  | Keleti Nílus-delta                            |
| Fajjúmi                | F                  | Fajjúm                                        |
| Ahmími                 | A                  | Felső-Egyiptom, Théba környékén               |
| Lükopoliszi/szubahmími | L/A2               | Felső-Egyiptom, Aszjút (Lükopolisz) környékén |

Ezek mindegyikéből nagy mennyiségű anyag maradt fenn, és már az ókorban is régiókat fogtak át. Vannak emellett más, térben és időben kisebb jelentőségű nyelvjárások, amelyekről kevés anyag, sokszor csak töredékek vannak. Egyiptomon kívül a keresztény Núbiában használták írott nyelvként.

## Írása
A kopt nyelv saját írását a görög írásból alakították ki, de néhány betű a démotikus írásból származik. A betűkészlet nyelvjárásonként eltér, de körülbelül 30 betűt tartalmaz. A régebbi írásokkal szemben a kopt ábécé a magánhangzókat is rögzíti.
A legtöbb betű egy hangnak felel meg. A következők kivételek:
- Sablon:Kopt th, Sablon:Kopt ph, Sablon:Kopt kh, Sablon:Kopt ksz, Sablon:Kopt psz és Sablon:Kopt ti a legtöbb nyelvjárásban egy betűvel jelöl két fonémát.
- Megfordítva, az /y/ írható, mint Sablon:Kopt és /w/ mint Sablon:Kopt.
- A /ʔ/ fonémát nem jelölik írásban.

## Fonológiája
A kopt nyelvjárások mindegyike több mint húsz fonémát tartalmaz. Ezek közül öt magánhangzó, /a/, /e/, /ē/, /o/, /ō/, de a mássalhangzók is szerepelhetnek magánhangzóként. Így az /n/ az /mn/ [mn̥] szótagban magánhangzó, a /men/ [men] szótagban mássalhangzó. Ezek közül hét zöngés,  (/b/ [β], /y/, /l/, /m/, /n/, /r/, /w/), három további zöngés mássalhangzó  (/g/, /d/, /z/) csak görög kölcsönszavakban fordul elő; az eredeti kopt szavakban ezek zöngétlen párjait jelölik. A nyelvjárások mindegyike öt zárhangot  /k/, /p/, /t/, /kʲ/, /ʔ/ és egy affrikátát  /č/ (cs) tartalmaz. Minden nyelvjárásban van réshang, amelyek közül legalább egy ezekből: /s/, /š/, /f/, /h/; a következők csak bizonyos nyelvjárásokban találhatók meg: /ḫ/ (Sablon:Kopt, Sablon:Kopt, Sablon:Kopt). A bohairiban a /p/, /k/, /t/ zárhangoknak aspirált allofónjaik vannak. A fajjúmiban feltűnő az /r/ helyettesítése az /l/ hanggal.
A cikkben használt átírás nem tesz különbséget az azonosan hangzó írásjegyek között.

## Nyelvtana
A következő szakasz általános áttekintést ad a kopt nyelv nyelvtanáról. Az alább ismertetett rendszer nagyrészt megfelel Layton 2000 ábrázolásának.
A kopt nyelv megkülönbözteti a hím- és a nőnemet, illetve az egyes és a többes számot. Az egyiptomi nyelv korábbi állapotaival szemben ezeket nem jelöli többé a főnéven; a különböző névelőket és mutató névmásokat ragozza, és a determinánsok összetett rendszerét használja.

### Határozott és határozatlan kijelölés
A kopt nyelvben a határozatlan kijelölést határozatlan névelővel (w-, többes számban hen-), vagy határozatlan főnévi vagy melléknévi névmásokkal jelölik. A határozott kijelölésre egy csoport egymással rokon morféma szolgál, amelyekben közös, hogy a p elem egyes szám hímnemet, a t egyes szám nőnemet, és az n többes számot jelöl mindkét nemben. Többnyire a névszói szerkezet magját előzik meg.
Az alábbi példák szaidiak, ha másként nem jelöljük:
| Szerepe                                                     | Alakja                                                                             | Példa                        |
| ----------------------------------------------------------- | ---------------------------------------------------------------------------------- | ---------------------------- |
| Határozott névelő                                           | p(e), t(e), n(e)/nen                                                               | te-rompe „az év“             |
| Határozott névelő (hosszú alak; csak egyes nyelvjárásokban) | pi, ti, ni                                                                         | pi-rōmi „az ember“ (bohairi) |
| Mutató névmás (közelre)                                     | pei, tei, nei                                                                      | pei-rōme „ez az ember“       |
| Mutató névmás (távolra)                                     | p, t, n + szaidi etmmaw, bohairi etemmaw, ahmími etmmo, szubahmími, fajjúmi etmmew | t-polis etmmaw „az a város“  |
| Mutató névmás (távolra + érzelmileg távolra)                | pi, ti, ni                                                                         | ni-rōme „az az ember ott“    |
| Birtokos névmás                                             | p(e)=, t(e)=, n(e)= + névmási birtokos                                             | te-f-sōne „az ő nőtestvére“  |

A névmási magú főnévi szerkezetek a következő morfémákkal képzik:
| Szerepe                                    | Alakja                                                                             | Példa                 |
| ------------------------------------------ | ---------------------------------------------------------------------------------- | --------------------- |
| Birtokos prefix                            | pa, ta, na + névszói birtokos                                                      | pa-p-yōt „az az apáé“ |
| Mutató névmás (közelre)                    | pai, tai, nai                                                                      | tai „ez“              |
| Mutató névmás (távolra)                    | p, t, n + szaidi etmmaw, bohairi etemmaw, ahmími etmmo, szubahmími, fajjúmi etmmew | netmmaw „az“          |
| Mutató névmás (távolra + érzelmi távolság) | pē, tē, nē                                                                         | pē „az ott“           |
| Birtokos névmás                            | pō=, tō=, nu=                                                                      | pō=s „az övéké“       |

### Névmások

#### Személyes névmások
A személyes névmások helyük és nyelvtani szerepük szerint különféle alakokban fordulnak elő. Megkülönböztethetünk önálló, függő és ragként használt formákat. Az utóbbiaknak számos allofónjuk van. Az afroázsiai nyelvekre jellemzően egyes szám 2. és a 3. személyben tüntetik fel a nemet. Az alábbi táblázat a szaidi nyelvjárás megfelelő alakjait tartalmazza:
|             |         | Önálló | Önálló | Proklitikus | Ragként            |
| ----------- | ------- | ------ | ------ | ----------- | ------------------ |
| volltonig   | enttont |        |        | Proklitikus | Ragként            |
| Egyes szám  | 1.      | anok   | ang-   | ti          | =i                 |
| Egyes szám  | 2. m.   | ntok   | ntk-   | k           | =k                 |
| Egyes szám  | 2. f.   | nto    | nte-   | te, tr      | =∅, =e, =r(e), =te |
| Egyes szám  | 3. m.   | ntof   |        | f           | =f                 |
| Egyes szám  | 3. f.   | ntos   |        | s           | =s                 |
| Többes szám | 1.      | anon   | an-    | tn          | =n                 |
| Többes szám | 2.      | ntōtn  | nten-  | tetn        | =tn, =tetn         |
| Többes szám | 3.      | ntow   |        | se          | =w                 |

Kevés kivételtől eltekintve az önálló személyes névmások a mondat elején állnak, és számos alkalmazásban kiemelő erővel bírnak. Állhatnak névszói szerkezetben és a három részes igeragozási minta részei is lehetnek. A két részes igeragozási mintában az alanyok proklitikus névmások. A ragként szereplő személyes névmások vonatkozószavakhoz járulnak. Főként alanyként, tárgyként és elöljárószóval határozóként szerepelnek. Birtokos alkalmazáskor a birtokos névelő és a birtokos névmás után állnak, vagy főnevek kisebb csoportját követik. A főnevek, főnévi igenevek, és az elöljárószavak a névmások előtt állva egy külön alakot vesznek fel, ez a status pronominalis.

### Igei alaktan
Szemben a korábbi nyelvállapotokkal, amelyek az igeragozás bonyolult rendszerével bírtak, a kopt nyelvben a legtöbb igének csak főnévi igeneve és kvalitatívja van. A főnévi igenév rendszerint folyamatot fejez ki, és a főnévi szerkezet feje is lehet. A kvalitatív állapotot fejez ki, és csak állítmányi szerepben fordulhat elő. A két alak többnyire csak magánhangzóiban különbözik; kōt (építeni), kēt (építve lenni).
A főnévi igenév egy főként hangtörténeten alapuló, többé már nem termékeny kategóriája az állapot. Ha a főnévi igenév szabadon áll, akkor önálló állapotú; egy rag alakú névmás előtt álló főnévi igenév névmási állapotú, és egy közvetlenül kapcsolódó névszói tárggyal névszói állapotban van.
- Önálló állapot
  - kōt „építeni“
- Névszói állapot
  - ket w-ēi „egy házat építeni, egy ház építése“
- Névmási állapot
  - kot=f „őt építik“

Csak a főnévi igenevek egy részére alksalmazható mindhárom állapot; ezeket a következőkben változó állapotú főnévi igeneveknek nevezzük.
A műveltető főnévi igenév egy hozzá kapcsolódó morfémával képezhető (szaidi tre, bohairi tʰre/tʰro, ahmími te). Hozzáadható egy alany, ami a tre, tʰre/tʰro, te és a főnévi igenév között állhat.
| e                                            | tre=              | w  | sōwh         |
| -hoz, -hez, -höz, hogy                       | műveltető morféma | ők | összegyűlnek |
| „hogy összegyűljenek“, „az összegyűlésükhöz“ |                   |    |              |

Állítmányként a műveltető főnévi igenév fő jelentése műveltető.
| f                   | thro              | m                          | pe=f-rē | šai      |
| ő                   | műveltető morféma | direkt tárgy elöljárószava | napja   | felhozni |
| „Felhozza a napját“ |                   |                            |         |          |

Történetileg ez az alak egy körülíró műveltető szerkezetre vezethető vissza.

### Mondatminták

#### Névszói mondatminta
A mondatminta névszói, ha állítmánya névszó. A legtöbb ilyen mondatmintában szerepel egy nem és szám szerint flektált morféma, ami kopulára hasonlít (egyes szám hímnem pe, egyes szám nőnem te, többes szám ne); ez alakjában és történetileg is különféle determinánsokkal áll kapcsolatban. A tagadást (n)…an/en jelzi. Egyes nyelvjárásokban a névmási alany első és második személyét az önálló névmások ki nem emelt alakjai fejezik ki.
| Mondat                         | Fordítás              | Nyelvjárás |
| ------------------------------ | --------------------- | ---------- |
| nte nim                        | „Ki vagy?“            | Szaidi     |
| te – ki                        | „Ki vagy?“            | Szaidi     |
| u-dikaion te                   | „Ez igazságos.“       | Ahmími     |
| egy igazságos – ő              | „Ez igazságos.“       | Ahmími     |
| thō=k te ti-čōm                | „Tiéd a hatalom“      | Bohairi    |
| tiéd – ő – a hatalom           | „Tiéd a hatalom“      | Bohairi    |
| p-čajs de u-dikaios pe         | „De az Úr igazságos.“ | Ahmími     |
| az Úr – de – egy igazságos – ő | „De az Úr igazságos.“ | Ahmími     |
| pe=f-ran pe pawlos             | „Az ő neve Paulus.“   | Szaidi     |
| a neve – ő – Paulus            | „Az ő neve Paulus.“   | Szaidi     |

#### Két részes igei mondatminta
A két részes igei mondatminta egy alanyból és egy állítmányból áll. Az alany lehet határozott névszói szerkezet, proklitikus névmás vagy határozatlan főnévi szerkezet, ami előtt wn áll. Az állítmány lehet főnévi igenév, kvalitatív vagy határozói szerkezet. A jövő időt a főnévi igenév előtt álló na, fajjúmiban ne jelzi, a tagadást az ige után tett an/en fejezi ki, amit a legtöbb nyelvjárásban az ige előtt álló n egészít ki.
| Megjegyzés                | Példa elemzéssel                            | Fordítás               | Nyelvjárás |
| ------------------------- | ------------------------------------------- | ---------------------- | ---------- |
| főnévi igenévvel          | ten sawn                                    | „tudjuk“               | fajjúmi    |
| főnévi igenévvel          | mi – tudni                                  | „tudjuk“               | fajjúmi    |
| qualitativval             | pe=f-ran waab                               | „szent az ő neve“      | szaidi     |
| qualitativval             | az ő neve – szent                           | „szent az ő neve“      | szaidi     |
| határozói szerkezettel:   | f mmo                                       | „ő ott van“            | ahmími     |
| határozói szerkezettel:   | ő – ott                                     | „ő ott van“            | ahmími     |
| jövő idő főnévi igenévvel | te na ō                                     | „terhes leszel“        | szaidi     |
| jövő idő főnévi igenévvel | te – leszel – terhes                        | „terhes leszel“        | szaidi     |
| tagadás főnévi igenévvel  | n-ti-če-methnuč an                          | „nem mondok valótlant“ | bohairi    |
| tagadás főnévi igenévvel  | nem – én – mondani – ami valótlan – tagadás | „nem mondok valótlant“ | bohairi    |

### Három részes mondatminta
A három részes mondatmintában az alanyt és az állítmányt egy igeragozási bázis előzi meg. Ez jelöli az időt, a módot, az aspektust, az akciót és a mondat nyelvtani szerepét (főmondat, időhatározói mellékmondat, satöbbi). A névmási alanyt a rag alakú névmások fejezik ki; az állítmánynak főnévi igenévnek kell lennie. Az összes nyelvjárásban ugyanazok az igeragozási bázisok, és csak hangtanilag különbözhetnek.
A szahidi nyelvjárás főmondati igeragozási bázisai:
| Név        | Név    | Igeragozási bázis | Igeragozási bázis | Példa                                         |
| ---------- | ------ | ----------------- | ----------------- | --------------------------------------------- |
| Név        | Név    | Főnév előtt       | Névmás előtt      | Példa                                         |
| Perfekt    | állító | a-                | a=                | a=f sōtm „hallotta“                           |
| Perfekt    | tagadó | mpe-              | mp(e)=            | mp=f sōtm „nem hallotta“                      |
| kompletív  | tagadó | mpate-            | mpat(e)=          | mpat=f sōtm „még nem hallotta“                |
| aorisztosz | állító | šare-             | ša=               | ša=f sōtm „gondoskodik arról, hogy hallja“    |
| aorisztosz | tagadó | mere-             | me=               | me=f sōtm „gondoskodik arról, hogy ne hallja“ |
| optatív    | állító | ere-              | e=…-e             | e=f-e sōtm „szeretné hallani“                 |
| optatív    | tagadó | nne-              | nne=              | nne=f sōtm „nem szeretné hallani“             |
| jusszív    | állító | mare-             | mar(e)=           | mare=f sōtm „hallgasd meg“                    |
| jusszív    | tagadó | mprtre-           | mprtr(e)=         | mprtre=f sōtm „ne hallgasd meg“               |

A beágyazott mondatokban más alakokat használnak. Tagadásukat egy morféma fejezi ki (szaidi, ahmími, szubahmími tm; bohairi, fajjúmi štem). A szahidi mellékmondati igeragozási bázisai:
| Név               | Igeragozási bázis | Igeragozási bázis | példa                          |
| ----------------- | ----------------- | ----------------- | ------------------------------ |
| Név               | Főnév előtt       | Névmás előtt      | példa                          |
| prekurzív         | ntere-            | nter(e)=          | ntere=f sōtm „miután hallotta“ |
| feltételes        | eršan-            | e=…-šan           | e=f šan sōtm „ha hallja“       |
| limitatív         | šante-            | šant(e)=          | šant=f sōtm „amíg hallotta“    |
| kötőmód           | nte-              | n(te)=            | n=f sōtm „és hallja“           |
| kötőmód jövő      | tare-             | tar(e)=           | tare=f sōtm „hogy hallja“      |
| protatikus efsōtm |                   | e=                | e=f sōtm „ha hallja“           |

### Tárgyak és határozók
A tárgyak az igei állítmányt követik. A változó alakú főnévi igenek után a direkt tárgy csatlakozhat az igéhez, vagy elöljárószóval áll. A determináns nélkül álló tárgyak közvetlenül az igéhez csatlakoznak. A két részes mondatmintához tartozó determinánssal ellátott tárgyak elöljárószóval állnak; a három részes mondatmodellben mindkét eset lehetséges. Ha a főnévi igenév nem változik, akkor a tárgy elöljárószóval áll.
Példák a szahidiból:
- két részes mondatminta: pčois me n-n-dikaios „az Úr szereti az igazságost“
- három részes mondatminta: a=f čoo=s „ő mobdta ezt“

Ha nem csatlakozik a direkt tárgy az igéhez, akkor az indirekt tárgy a direkt tárgyat követi. A névmási tárgy mindig a névszói előtt áll; ez kivétel az előbbi szabály alól is. A határozók a tárgyat követik.
Példák:
| ti                                  | na        | ti        | n=             | e                   | m-           | p=e-bekʰe     |
| én (proklitikus)                    | jövő idő  | adni      | elöljárószó    | neked (f., ragként) | elöljárószó  | tiéd (f.) bér |
| A két részes mondatminta alanya     | állítmány | állítmány | indirekt tárgy | indirekt tárgy      | direkt tárgy | direkt tárgy  |
| „majd megadom neked (f.) a béredet“ |           |           |                |                     |              |               |

| sōtm                                               | nsa-        | ne=tn-iote   | kata-smot nim            |
| hallani, engedelmeskedni                           | elöljárószó | szüleiteknek | mindenekelőtt            |
| Állítmány (felszólító)                             | Tárgy       | Tárgy        | Elöljárószavas szerkezet |
| „Engedelmeskedjetek a szüleiteknek mindenekelőtt!“ |             |              |                          |

### Átalakítás
Az önálló mondatok átalakíthatók. Ezt az elejükön mondatkonverter jelzi. Ezek függenek az átalakítás jellegétől, és az eredmény szemantikai és szintaktikai jellemzőitől. Például a szahidi se-sōtm „hallják (kijelentő mód)“ a következőkbe alakítható át:
- főnévi: e-w-sōtm „hogy hallják“
- vonatkozó: et-u-sōtm mmo=f „az, akit hallanak“
- határozói: e-w-sōtm „amikor hallották“
- múlt idejű: ne-w-sōtm „hallották“

## Szókincs
Történeti szempontból a kopt nyelvben a szókincs két rétege különböztethető meg. A szavak nagy része az egyiptomi nyelv korábbi állapotaiból származik. Ezekhez sok görög jövevényszó járult. Ide tartoznak vallási vagy szakszavak (anastasis < görög ἀνάστασις „feltámadás“), de más szavakat is a görögből vettek át de, nde < görög δέ „de“. A koptba más nyelvekből is kerültek szavak, amelyek egy része az alapszókincsbe is bekerült. Sok más nyelvtől eltérően mindezeket beillesztették a kopt nyelvtani rendszerbe; alaktanilag semmi sem utal az idegen eredetre.

### Általános
- Aziz Suryal Atiya (Hrsg.): The Coptic Encyclopedia. Macmillian Publishing Company und Collier Macmillian Canada, New York/ Toronto 1991, ISBN 0-02-897037-3. (zur Sprache siehe Band 8)

### Nyelvtanok és tankönyvek
- Wolfgang Kosack: Lehrbuch des Koptischen. Teil I: Koptische Grammatik. Teil II: Koptische Lesestücke. Akademische Druck- u. Verlagsanstalt, Graz 1974.
- Thomas Oden Lambdin: Introduction to Sahidic Coptic. Mercer University Press, Macon, GA 1983, ISBN 0-86554-048-9.
- Bentley Layton: A Coptic Grammar with Chrestomathy and Glossary. Sahidic Dialect. Porta Linguarum. Neue Serie, Band 20. Harrassowitz, Wiesbaden 2000, ISBN 3-447-04240-0.
- Uwe-Karsten Plisch: Einführung in die koptische Sprache: sahidischer Dialekt (= Sprachen und Kulturen des Christlichen Orients. Bd. 5). Reichert, Wiesbaden 1999, ISBN 3-89500-094-9. (deutschsprachiges Standardwerk)
- J. Martin Plumley: An introductory Coptic Grammar (Sahidic dialect). Home & Van Thal, London 1948.
- Hans Jacob Polotsky: Grundlagen des koptischen Satzbaus. American Studies in Papyrology, Nr. 27–28. Scholars Press, Decatur 1987–1990, ISBN 1-55540-076-0.
- Ariel Shisha-Halevy: Coptic grammatical chrestomathy. A course for academic and private study. Peeters, Leuven 1988, ISBN 90-6831-139-5.
- Walter C. Till: Koptische Grammatik (Saïdischer Dialekt). Lehrbücher für das Studium der orientalischen Sprachen, Band 1. Harrassowitz, Wiesbaden 1955.
- Jozef Vergote: Grammaire Copte. Bd Ia, Ib, IIa, IIb. Peeters, Leuven 1992, ISBN 90-6831-425-4.

### Szótárak
- Walter Ewing Crum: A Coptic Dictionary. Clarendon Press, Oxford 1939.
- Wolfgang Kosack: Koptisches Handlexikon des Bohairischen. Koptisch - Deutsch - Arabisch. Brunner, Basel 2013, ISBN 978-3-9524018-9-7.
- Wolfhart Westendorf: Koptisches Handwörterbuch. Winter, Heidelberg 1977, ISBN 3-533-04523-4.
- The English - Coptic dictionary Glosbe

## Fordítás
- Ez a szócikk részben vagy egészben  a   Koptische Sprache című német Wikipédia-szócikk fordításán alapul.  Az eredeti cikk szerkesztőit annak laptörténete sorolja fel. Ez a jelzés csupán a megfogalmazás eredetét és a szerzői jogokat jelzi, nem szolgál a cikkben szereplő információk forrásmegjelöléseként.